# Тояма (город)
Тоя́ма (яп. 富山市 Тояма-си) — центральный город Японии, административный центр префектуры Тояма. Расположен на берегу Японского моря на острове Хонсю, в 300 км северо-западнее Токио. Основан 1 апреля 1889 года. С 2008 года признан экологической моделью города.
Площадь города составляет 1241,85 км², население — 419 008 человек (1 июля 2014), плотность населения — 337,41 чел./км².
В городе находится порт, ЖД станция, международный аэропорт.

## Основные даты истории города
- 1583 г. — полководец Сасса Наримаса объединил Эттю (старое название Тояма);
- 1871 г. — образование префектурального управления в Тояме;
- 1889 г. — образование городской системы управления;
- 1945 г. — город фактически стёрт с лица земли бомбовым ударом американской авиации.

## Общие сведения
Город Тояма является административным центром префектуры Тояма, расположенной на побережье Японского моря, в регионе Тюбу (центральной части острова Хонсю). Город находится в долине Тояма, окружённой высокими горами с востока, запада и юга. На севере берег омывают воды залива Тояма, выходящего в Японское море. Иероглифы слова «Тояма» можно расшифровать как «богатая горами» или «богатые горы».
Город лежит в конусе выноса, образованном несколькими реками, включая Дзёгандзи и Дзиндзу.
Подобные географические условия определяют климатические особенности Тояма: здесь летом бывает много дождей, а зимой большие снегопады. Дующие с Японского моря ветры приносят тучи, которые не могут преодолеть вершины гор, и они разряжаются осадками над Тоямской долиной, которую образно можно назвать природным амфитеатром.
Из-за природного феномена «снежной страны» среднегодовая толщина снежного покрова в Тояме занимает 4 место в мире. С 1981 по 2010 год там в среднем выпадало 383 см снега.
Эти географические условия дают городу и префектуре Тояма вкусную родниковую воду, способствуют успешному рисоводству, а также предоставляют мощные гидроэнергетические ресурсы и возможность развивать современную промышленность. Кроме традиционных сельских и рыбных хозяйств, здесь есть заводы по производству пластмассовых и алюминиевых изделий, машиностроение, фармацевтика и прочее. Фармацевтика в Тояма имеет долгую традицию. Начатая в 1690-е годы торговля лекарствами вразнос коробейниками из Тояма пользовалась большой популярностью в прошлом по всей Японии. И сейчас эта традиционная система продажи с посещением домов, где оставлялись лекарства с последующим получением платежа только за использованные препараты, широко практикуется в городе и префектуре.
Морской порт и аэропорт связывают город не только с японскими городами, но и с крупными городами Северо-Восточной Азии, в том числе и с Владивостоком.

## Города побратимы
- Можи-дас-Крузис, штат Сан-Паулу, Бразилия, с 8 ноября 1979 года
- Циньхуандао, Хэбэй, Китай, с 7 мая 1981 года
- Дарем, Северная Каролина, США, с 13 июня 1989 года
- Веллингтон, Новый Южный Уэльс, Австралия, с 24 августа с 1992 года